# 줄리아 페이
줄리아 페이(Julia Faye, 1892년 9월 24일 ~ 1966년 4월 6일)는 미국의 배우이다. 할리우드의 완벽한 다리로 불렸으며, 세실 B. 데밀 감독의 영화 《The Volga Boatman》을 통해 당대 최고의 주연 배우 중 한 명이 됐다.